# Електронний архів СБУ
Відкри́тий електро́нний архі́в СБУ — електронне зібрання відкритих (розсекречених) документів Служби безпеки України. База даних із щоденним поповненням, починаючи від 2 жовтня 2008.
Станом на 19 березня 2010 р. містив понад 17 тисяч електронних коБрпій архівних документів.
З приходом до влади нового Президента України, В.Януковича, та призначенням головою СБУ Валерія Хорошковського відбулась зміна політики у діяльності Електронного архіву СБУ, поповнення його новими документами припинено; було увільнено з посади голову Галузевого архіву СБУ Володимира В'ятровича.

## Історія формування
2 жовтня 2008 року при Галузевому державному архіві Служби безпеки України розпочав роботу Відкритий електронний архів (Інформаційно-довідковий зал), першочергове завдання якого — спрощення доступу та використання документів із архіву СБУ. Протягом півроку його мережа охопила всі обласні центри. До останніх днів цей архів поповнювався щоденно працівниками архіву СБУ та волонтерами з громадських організацій та університетів.

## Передача у громадсько-наукові установи
З боку громадськості та науковців  йшли звернення про те, щоб передати архів Інституту національної пам'яті, бо його робота не властива для діяльності СБУ.
18 березня 2010 р. в бібліотеці Києво-Могилянської академії відбулася презентація Відкритого електронного архіву СБУ, яку відкрив президент НаУКМА Сергій Квіт. Цю базу даних отримали Національний університет «Києво-Могилянська академія» та Львівський національний університет імені Івана Франка.